# Ventilago pseudocalyculata
Ventilago pseudocalyculata är en brakvedsväxtart som beskrevs av Guillaum.. Ventilago pseudocalyculata ingår i släktet Ventilago och familjen brakvedsväxter. Inga underarter finns listade i Catalogue of Life.